# Canon TS-E 24mm-objectief
De Canon TS-E 24mm f/3.5L is een tilt-shiftobjectief gemaakt door de Japanse fabrikant Canon. Voorzien van een EF-lensvatting is dit objectief geschikt voor de EOS-lijn van dezelfde fabrikant. Het objectief verscheen oorspronkelijk in april 1991 maar werd in juni 2009 vervangen door een tweede generatie.
Dankzij de tilt-shifttechniek kan de voorzijde van het objectief 8,5° draaien en 12 mm verschuiven ten opzichte van de standaardpositie. Deze eigenschap zorgt ervoor dat de positie van het onderwerp veranderd kan worden zonder de camera te verplaatsen. Hierdoor kan het lijnverloop beïnvloed worden. Tilt-shift wordt dan ook voornamelijk gebruikt bij architectuurfotografie en is gebaseerd op het Scheimpflug-principe.

## Specificaties
| Naam                                    | f/3.5L                   | f/3.5L II                 |
| --------------------------------------- | ------------------------ | ------------------------- |
| Afbeelding                              |                          |                           |
| Belangrijkste eigenschappen             |                          |                           |
| Beeldstabilisatie                       | Nee                      | Nee                       |
| Weerbestendig                           | Ja                       | Ja                        |
| Ultrasonic Motor (USM)                  | Nee                      | Nee                       |
| L-objectief                             | Ja                       | Ja                        |
| Diffractieve optica                     | Nee                      | Nee                       |
| Macro                                   | Nee                      | Nee                       |
| Technische eigenschappen                |                          |                           |
| Brandpuntsafstand                       | 24 mm                    | 24 mm                     |
| Diafragma (max-min)                     | f/3.5-f/22               | f/3.5-f/22                |
| Opbouw                                  | 9 groepen / 11 elementen | 11 groepen / 16 elementen |
| Diafragmalamellen                       | 8                        | 8                         |
| Minimale scherpstelafstand              | 0,30 m                   | 0,21 m                    |
| Maximale vergroting                     | 0,14×                    | 0,34×                     |
| Diagonale beeldhoek (zonder tilt-shift) | 84°                      | 84°                       |
| Maximale rotatie (tilt)                 | ±8,5°                    | ±8,5°                     |
| Maximale verschuiving (shift)           | ±12 mm                   | ±12 mm                    |
| Fysieke eigenschappen                   |                          |                           |
| Gewicht                                 | 570 g                    | 780 g                     |
| Maximale diameter                       | 78 mm                    | 88,5 mm                   |
| Lengte                                  | 86,8 mm                  | 106,9 mm                  |
| Filterdiameter                          | 72 mm                    | 82 mm                     |
| Verkoopinformatie                       |                          |                           |
| Introductie                             | april 1991               | juni 2009                 |
| Momenteel in productie?                 | Nee                      | Ja                        |